# Vardan Petroszján
Vardan Petroszján (örményül: Վարդան Պետրոսյան, Jereván, 1959. február 27. –) örmény színész, forgatókönyvíró és humorista. Örmény–francia kettős állampolgárként Párizsban és Jerevánban él. Széles körben az egyik legkiválóbb kortárs örmény színésznek tartják, aki számos problémát – köztük az örmény népirtást, Örményország bel- és külpolitikáját – dolgoz fel játékában.

## Élete
1959. február 27-én született Jerevánban, az Örmény Szovjet Szocialista Köztársaság fővárosában. 1983-ban végzett a Panos Terlemezian örmény festőről elnevezett főiskolán. Édesapja 1981-ben, 22 éves korában hunyt el. Két évnyi szolgálat után a Szovjet Hadseregben 1985-ben visszatért Jerevánban. Az 1988 és 1992 között zajló karabahi mozgalom számos politikai motivációjú előadást írt és rendezett. 1997-ig számos rövid- és hátékfilmben szerepelt. 1992-ben Párizsban költözött az Örményországban uralkodó gazdasági viszonyok miatt. Számos francia darabban szerepelt.
2000-től kezdődően főként egyszemélyes fellépéseket vállal különböző politikai és szociális kérdésekről, valamint az Egyesült Államokban, Franciaországban, Kanadában, Libanonban, Iránban, Szíriában és Oroszországban élő örmény közösségek előtt lép fel.

### 2013-as autóbaleset
2013. október 20-án autóbalesetet szenvedett Jereván–Jegvard között, amiben két hatéves fiú életét vesztette, további négy személy (köztük Petroszján) pedig megsérült. Sérüléseivel egy jereváni kórházban kezelték, majd november kilencedikén őrizetbe vették a közlekedési szabályok halált okozó gondatlan megszegésért. A bíróság elutasította, hogy óvadék fejében szabadlábon védekezhessen, egy 11 ezres petíció ellenére. Petroszján 2015. január 26-án nem vallotta magát bűnösnek. Január 29-én öt év börtönre ítélte egy Kotajk tartományi bíróság. Szeptember másodikától fegyházban tölti büntetését. 

## Filmográfia
| Angol név                   | Örmény név                    | Év   |
| --------------------------- | ----------------------------- | ---- |
| The Latest Tango in Paris   | Ամենավերջին տանգոն Փարիզում   | 1992 |
| The Latest Tango in Paris-2 | Ամենավերջին տանգոն Փարիզում-2 | 1998 |
| Our End                     | Մեր վերջը                     | 1999 |
| Playing 1700                | Խաղում ենք 1700               | 2001 |
| Benefice                    | Բենեֆիս                       | 2003 |
| In the fire                 | Կրակի մեջ                     | 2004 |
| Ascent                      | ՎերԵլք                        | 2006 |
| Love and Hatred             | Սեր և ատելություն             | 2008 |
| What to do?                 | Ի՞նչ անել                     | 2008 |
| The Lifers                  | Ցմահ բանտարկյալներ            | 2009 |
| Jokes of Fate               | Ճակատագրի կատակներ            | 2010 |
| Sex Horror                  | Սեռասարսափ                    | 2011 |
| Ladies and gentlemen, 50/50 | Պարոնայք 50-50                | 2012 |
| Every Monday                | Ամեն 2շաբթի                   | 2013 |

## Fordítás
- Ez a szócikk részben vagy egészben  a   Vardan Petrosyan című angol Wikipédia-szócikk ezen változatának fordításán alapul.  Az eredeti cikk szerkesztőit annak laptörténete sorolja fel. Ez a jelzés csupán a megfogalmazás eredetét és a szerzői jogokat jelzi, nem szolgál a cikkben szereplő információk forrásmegjelöléseként.